# Mitología Jama Coaque

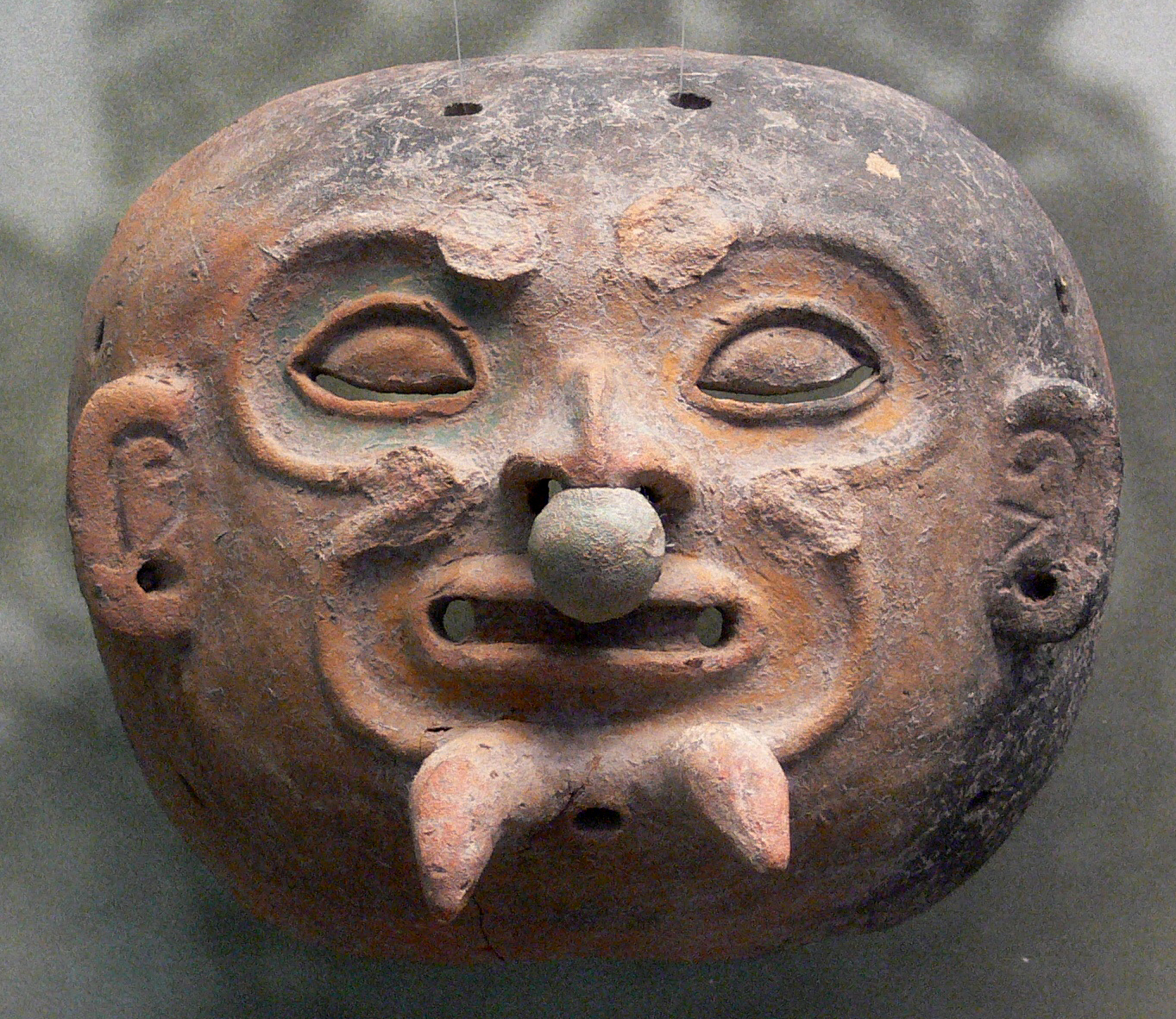
Máscara Jama Coaque

La mitología Jama Coaque es el conjunto de creencias sobre la cosmogonía, la ética, y la cosmovisión de la Cultura Jama Coaque. Su mitología se ha reconstruido a partir de su rica cerámica que tiene abundante simbolismo e iconografía a través de un análisis semiótico y el estudio de las mitologías comparadas con otras culturas que tuvieron contacto con Jama Coaque, en específico las culturas mesoamericanas contemporáneas y las de la costa norte del Perú. Grosso modo se subdivide en la estructura del mundo, las deidades que lo habitan, las criaturas fantásticas y los chamanes y sacerdotes que servían de intermediarios entre las deidades y la población local.

## Deidades
Dada la estructura tripartita, al igual que todas las culturas tradicionales, existen deidades que habitan cada uno de dichos mundos. Es decir, en la Cultura Jama Coaque existen divinidades de la tierra, del cielo y del inframundo. A esto se suman la serie de seres míticos que están relacionados especialmente con el culto al agua. 

### Jama o la iguana

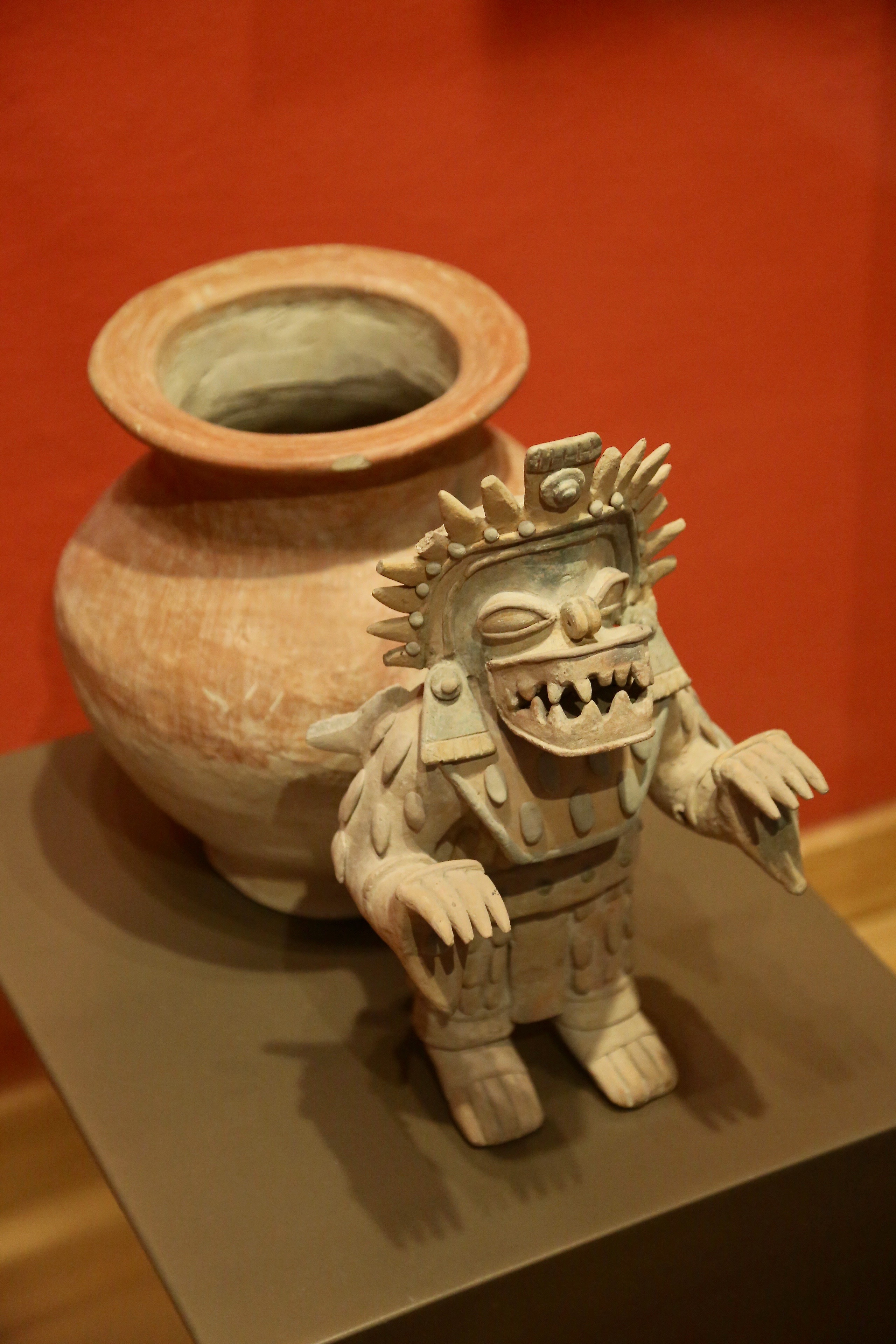
Reptil femenino, muchas veces interpretado como una iguana, con una vasija ceremonial atrás

Jama es la principal divinidad que habitaba la tierra en esta cultura se encontraba en la tierra, o el mundo intermedio entre el cielo y el inframundo. Tienen normalmente un cuerpo antropomorfo con rostro de reptil. Muchas veces es interpretado como iguana y se cree que el significado de la palabra Jama es justamente iguana. Además tiene ojos caídos y un hocico rectangular dentado. Esta divinidad también está presente en la cultura Tolita donde es común verla representada con rasgos femeninos más fuertes. Esta deidad que combina al reptil la mujer se representa muchas veces con tatuajes en forma de caimanes. Los reptiles son considerados como dioses telúricos o tectónicos. Habitan al mismo tiempo la tierra y el inframundo; y se relacionan con la vida.

### Murciélago y la lluvia

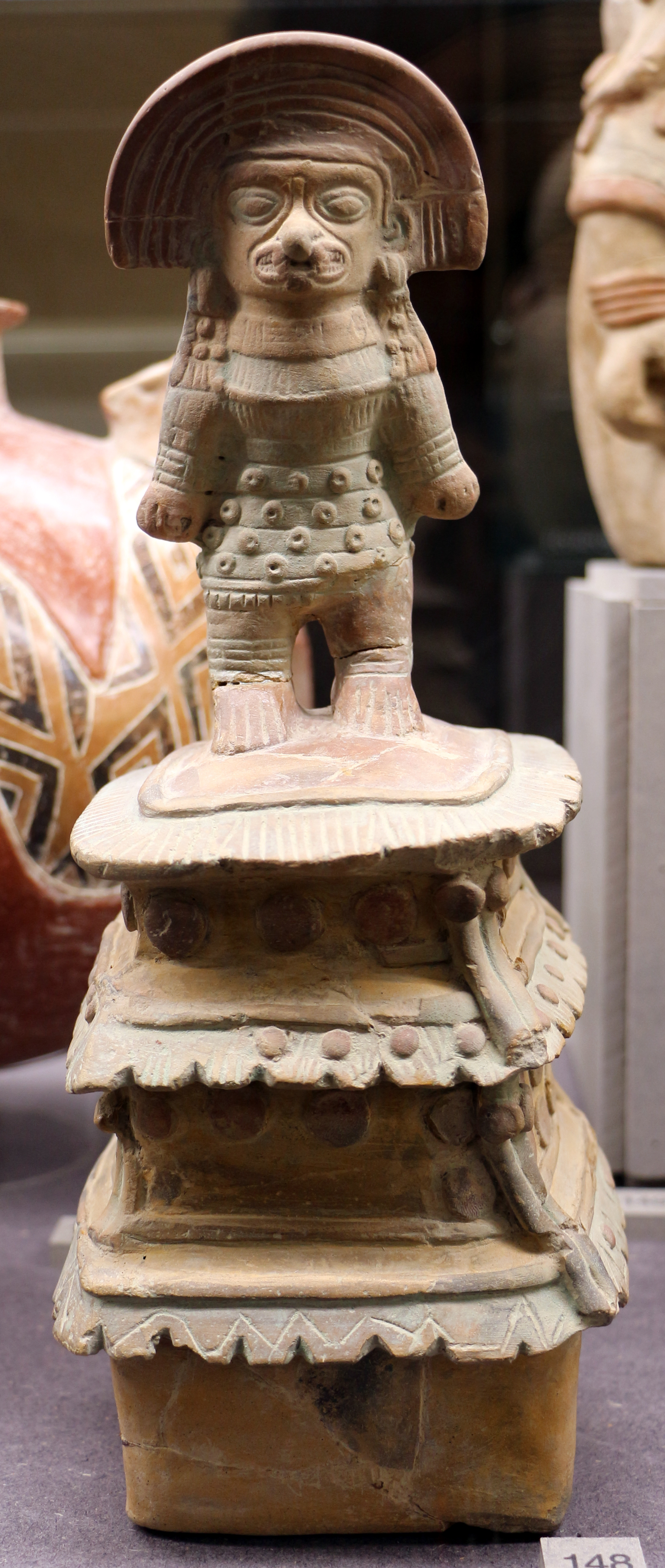
Shaman-sacerdote con máscara de murciélago sobre un templo

Esta deidad habitaba el cielo nocturno y el agua del inframundo. Se caracteriza por tener ojos gigantes y redondos, carece de nariz, su boca tiene colmillos y una lengua colgante. Su tocado es semicircular y tiene una diadema alrededor de la cabeza. Tiene pendientes de flecos un pectoral redondo y un faldellín con botones. Tiene una línea triangular en el rostro que la caracteriza y sirve para identificarla. Esta divida la frente y separa sus ojos. Esta deidad se encuentra además en la Cultura Tolita, al igual que la iguana Jama. Se cree que esta divinidad era compartida por Mesoamérica y en la cultura Zapoteca y cultura Mixteca correspondería al dios Cocijo, relacionado con la lluvia. En la cultura Maya correspondería al dios Chaac y en los aztecas el dios Tláloc. El murciélago además simboliza el Dios del Sol Nocturno por lo que es un opuesto complementario del dios Sol jaguar. En la cultura Chorrera hasta la Manteña existen muchas representaciones de murciélagos, siempre relacionados con los caciques. Además de ser el dios de la lluvia era considerado el dios del rayo y de la fertilidad. Está presente en los ritos funerarios por lo que debe estar relacionado con la ancestría y los linajes. Esto a su vez influyó en la cultura Manteña ya que el murciélago con rasgos de vampiro es el símbolo del linaje del cacique y es representado en las sillas de poder o sillas en U. En la cultura Jama Coaque los primeros registros en cerámica se encontraron entre los 500 y 800 después de cristo.
Sobre la influencia de Mesoamérica en los señoríos étnicos de Ecuador es importante notar lo siguiente:

No es la primera vez que se destacan similitudes entre las culturas del estado mexicano de Oaxaca, como esta Zapoteca, y las culturas de la costa ecuatoriana, que sugieren contactos periódicos. Por ejemplo, se señalan fuertes semejanzas entre Tolita y Zapoteca, en ciertas formas de vasijas cerámicas, en el uso y tipología de cucharones incensarios, o en la semejanza entre el denominado dios de grandes orejas zapoteca (que se identifica en Mesoamérica como dios murciélago aunque es posible que se confunda con este Cocijo), y en Tolita donde consideramos que responde a la representación de un felino también de grandes orejas. Finalmente, en este caso, una nueva similitud se establece a partir de la divinidad Cocijo, que sí que tiene su base biológica en el murciélago-vampiro.

### Dios de la muerte

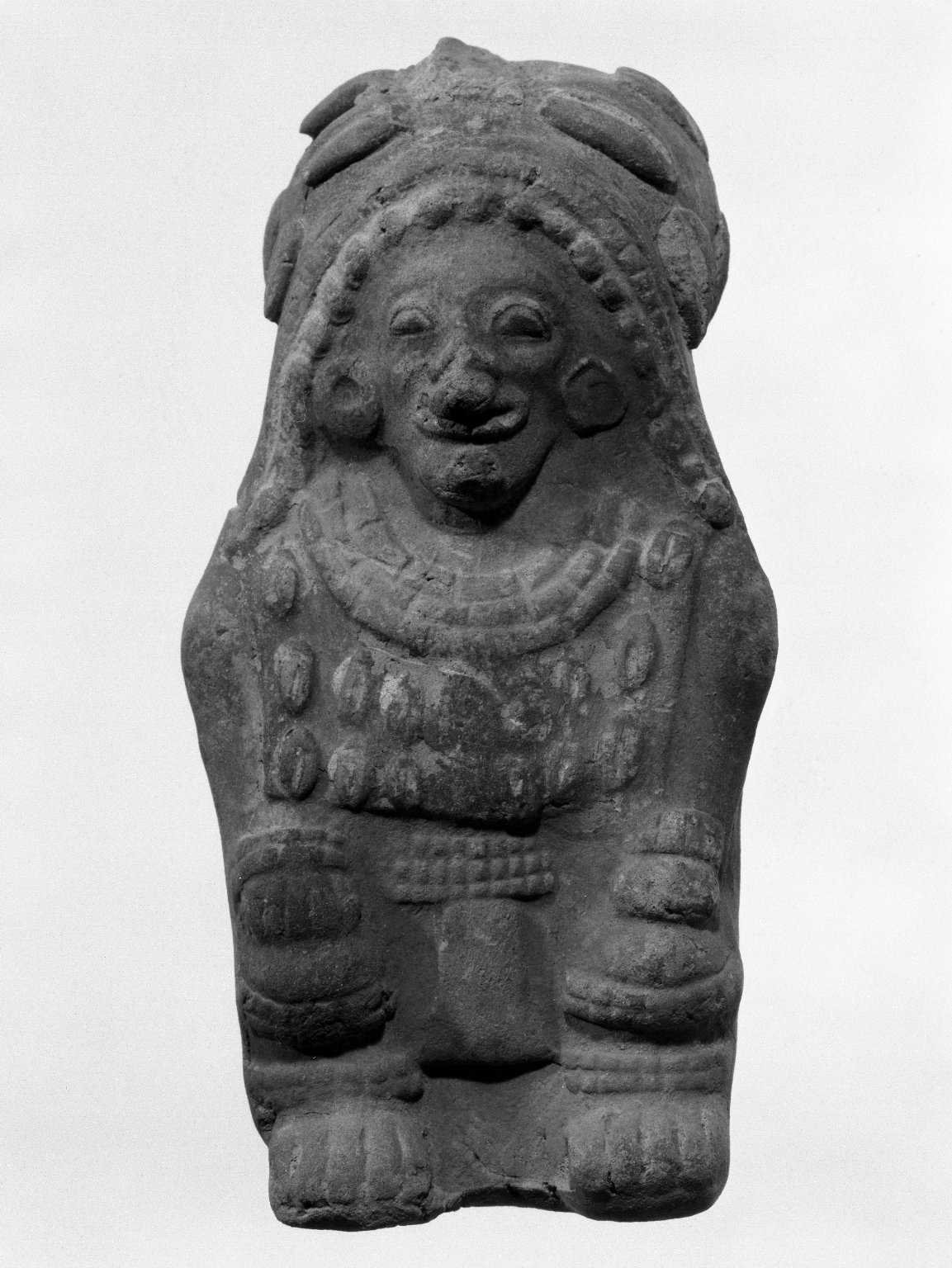
Personaje mítico con pectoral, dios de la muerte

Este dios se caracteriza por habitar el inframundo y es por lo general representado con una cabeza con una figura mítica que parece una calavera con ojos redondos y hundidos, ausencia de nariz y labios mostrando dientes. Aunque no se conoce mucho a profundidad las caratcterísticas de esta deidad, en relación con el resto de deidades Jama Coaque, se cree que podría estar relacionado con el dios Mictlatecutli, dios de la muerte de los Aztecas. Está usualmente disfrazado, con un pectoral que además lo llevan otros chamanes y danzantes. A veces presenta alas y un tocado que tiene caracoles por lo que puede llegar a confundirse con el chamán-sacerdote. Puede ser representado con alas lo que las relacionaría con las Aves arpías. Se conjetura que cuando el chamán-sacerdote hacía uso del tocado o poncho con caracoles, similar al dios de la muerte, era porque se realizaría un rito de sustitución o sacrificios humanos a este dios de la muerte. Una característica importante de su representación es la ausencia de brazos y piernas.

## Seres míticos
Existen muchos seres míticos en la cultura Jama Coaque que han sido representados en vasijas y decoraciones. Grosso modo se clasifican de la siguiente manera.

### Dragón o monstruo de la lluvia

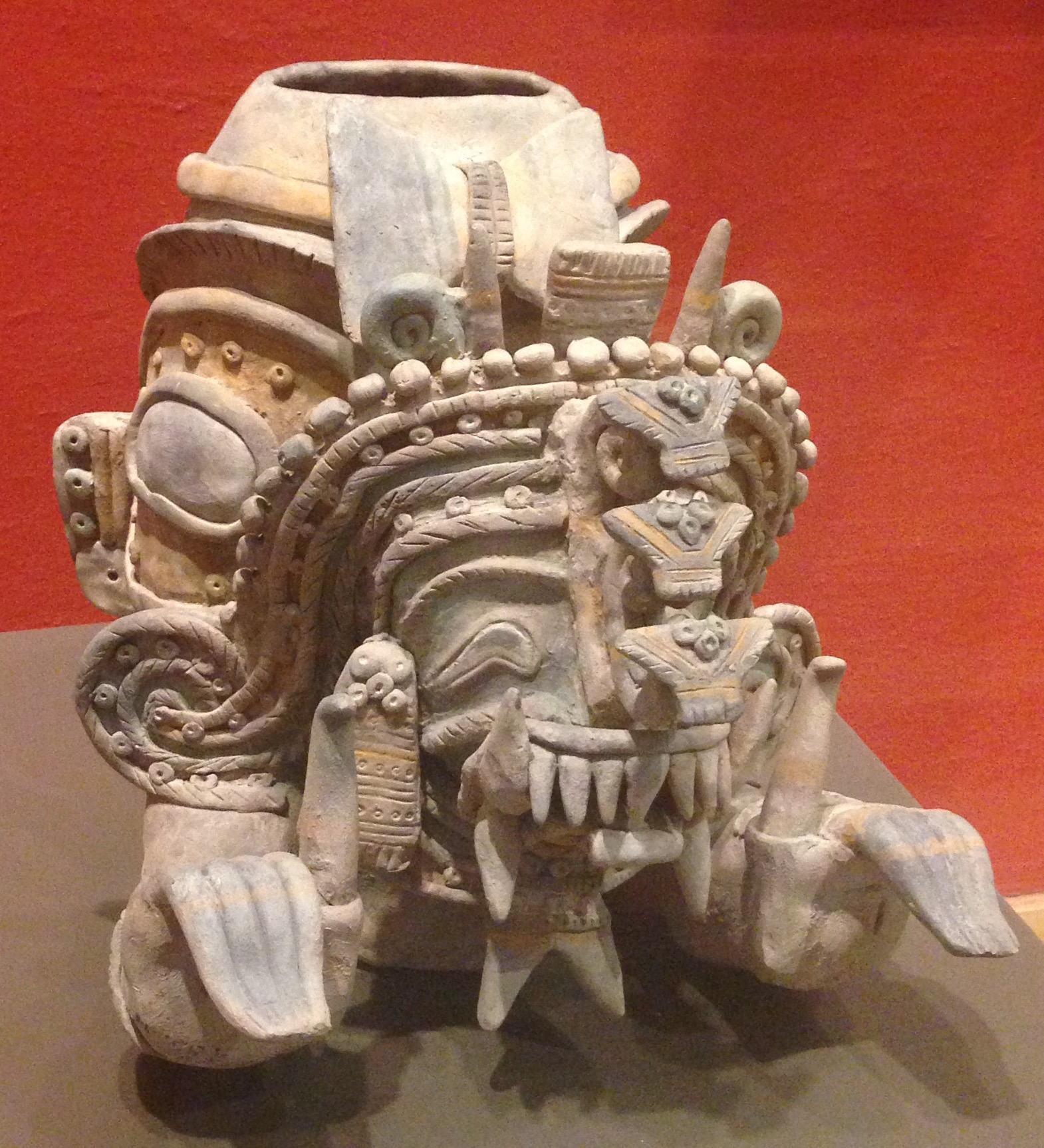
Dragón de la lluvia, relacionado con Coatlicue

Tiene como base biológica el reptil y felino, su boca está entreabierta y se remarcan comillos. Su lengua es bífida como un reptil, su nariz está dividida en la mitad y rizada, por lo que hace una vuelta hacia atrás. A diferencia del murciélago, deidad de la lluvia identificada con Cocijo, el dragón se relaciona más bien con Coatlicue y tiene como base biológica el reptil. Se caracteriza principalmente por su nariz en espiral que termina en cabezas de serpientes. Sus patas tienen garras largas que no son de un felino, sus manos y pies tienen posiciones rituales. Estos felinos-dragones pueden estar relacionados con el ser mítico representado por la cabeza de mono, en lenguas barbacoanas llamado guishiyumi. En donde el sufijo mi hace referencia al principio filosófico mi que es la ética, lo que le da un aspecto reflexivo al mono, razón por la que era adorado.

### Monstruo cornado
Es un animal que usa poncho, tiene hocico cuadrangular, ojos antropomorfos, una nariz puntiaguda, boca con colmillos y lengua colgante. Se cree que es un ser mensajero que acompaña del dios murciélago. Generalmente no tiene brazos pero sí unas pequeñas patas que se muestran en los extremos del poncho.

### Ave arpía

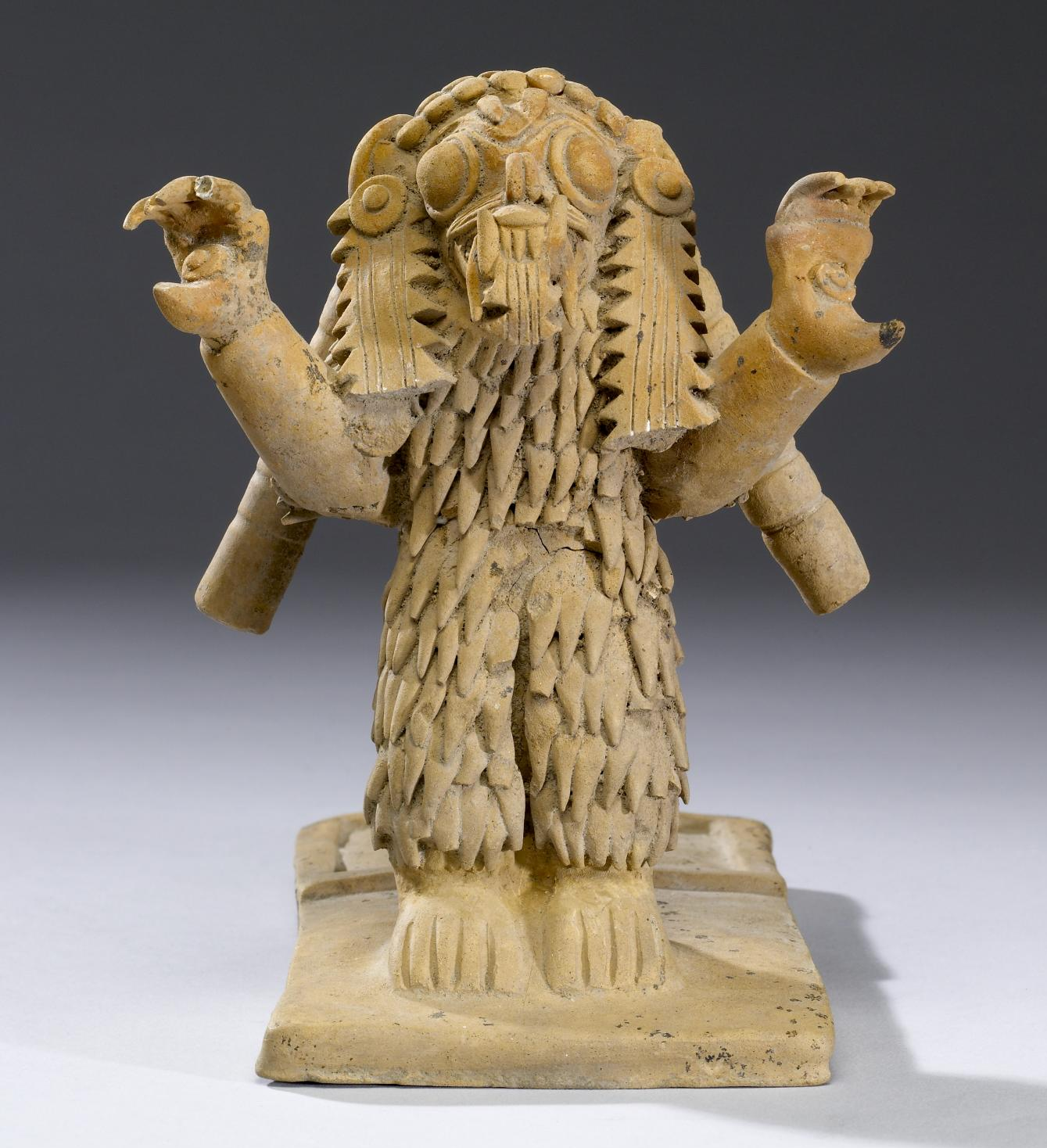
Ave arpía

Este ser mítico combina una cabeza de mujer con el cuerpo y alas de un ave. Es un personaje que se encuentra siempre alado ya sea con sus alas extendidas o recogidas. Se encuentra representado también en la Cultura Chorrera así como en la Cultura Cofán en la amazonía de Ecuador, ya que representan el espíritu del bosque con el rostro de una mujer. Se conjetura además que puede tratarse de la mujer pájaro de la Cultura Cañari. En concreto su nombre sería "Ar" y estaría presente en uno de los mitos cosmogónicos cañaris. Es considerada la señora de los monos. Está presente en la Cultura Jama en los bastones de mando. Es considerada la deidad que legitima el territorio y la sociedad.

### Ave del amanecer
Esta deidad conocida frecuentemente en Mesoamérica como Coxcoxtli, es representada frecuentemente en sellos de México. Su cabeza es frecuentemente representada también en la cultura Tolita. Se caracteriza por la presencia de cresta de plumas sobre la cabeza, un pico grueso y con forma corta y curvada. Muy pocas veces se representa su cuerpo por lo que sus rasgos identificables son en general faciales.

### Cabeza de mono

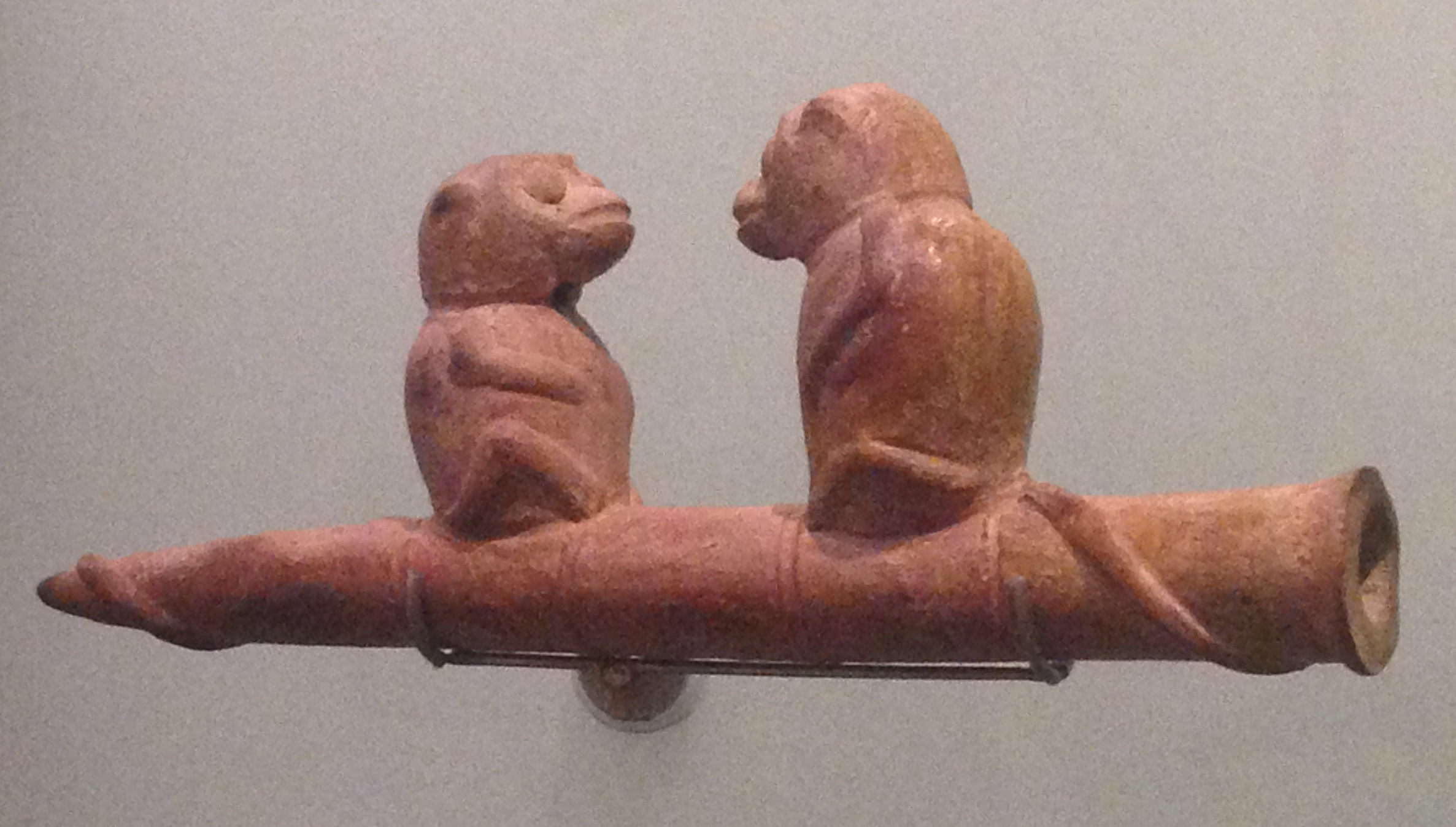
Monos en un silbato que anuncia la lluvia

Es un ser mítico que representa el viento y es común encontrarlas en culturas que están volcadas al mar y la navegación. Debido a que en las costas de Ecuador los vientos alisios soplan sin muchas variaciones y de vez en cuando el Fenómeno de El Niño golpea la costa trayendo consigo mucha lluvia. Esto a su vez sería deificado, además de las dos deidades de la lluvia como es el murciélago y el dragón. Los vientos se representan a manera de espiral ya sea como el caracol trompeta o el mono. En el primer caso la forma del molusco y en el segundo la cola del mono. El viento es representado por los monos a través de su rapidez con la que se mueven entre los árboles. Está relacionado con Xochipilli deidad mesoamericana y señor de las flores, la fertilidad.

### Zarigüeya
Existe una representación zoomorfa que es conocido como monstruo lunar o zarigüeya. Tiene cuatro patas, apéndice saliente, hocico cuadrado, largas garras. Se encuentra en la Cultura Tolita, en restos funerarios. En la Cultura Jama Coaque tiene al coatí como su alter ego. Se encuentra presente además en la cultura Manteña. Su representación es como un asiento y de perfil mientras sujeta las patas con las manos. Este animal era sagrado porque moría y resucitaba varias veces, lo que representaba la reencarnación. Además también simboliza la luna en sus distintas fases mientras desaparece y aparece nuevamente en el cielo. Esta cultura, por su carácter navegante, culto al agua y cercanía al mar tenía a la luna como una mayor deidad que el sol, debido a que esta podía presentarse en el día también, lo que no sucedía con el sol que sol se encontraba de noche.

## Culto

### Chamanes y sacerdotes

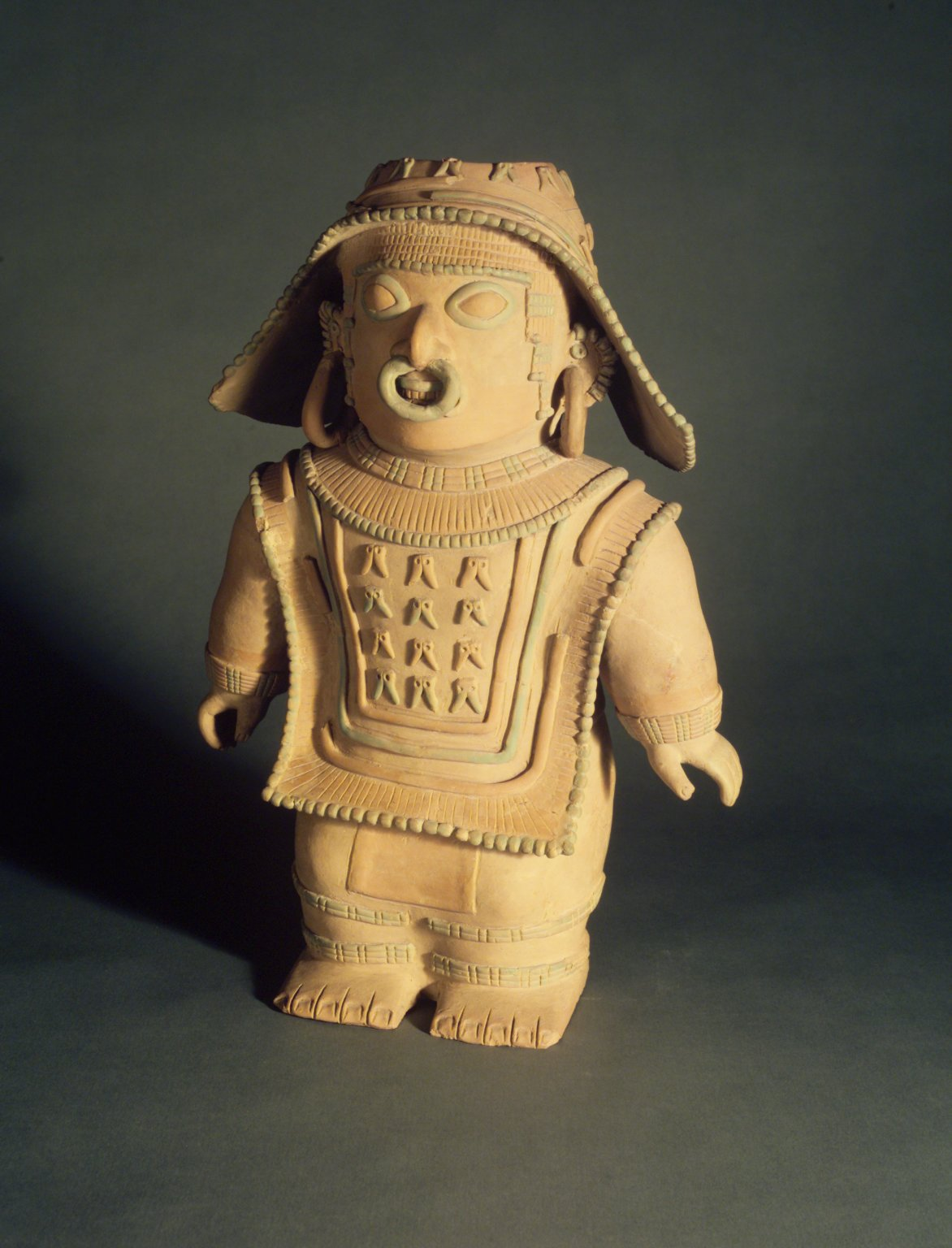
Shaman-sacerdote con poncho de moluscos

Existen dos roles en esta cultura, los chamanes y sacerdotes que servían de intermediarios entre las deidades y la población, sin embargo lo cumplían de forma distinta. En concreto existían una jerarquía sacerdotal que se basaba en el conocimiento y prestigio. Estos sacerdotes locales resolvían conflictos y tenían autoridad para castigar a personas ya sea con pena de muerte o ostracismo. Estas personas estaban encargadas de ejecutar a las víctimas en los sacrificios humanos así como de decapitar en los rituales propiciatorios.
- Chamanes: miembro del grupo que por elección alcanzó ciertos poderes propios y acumuló conocimientos naturales. Establecen contacto con fuerzas naturales y tienen un espíritu animal que actúa como su alter ego.
- Sacerdotes: presente en sociedades más complejas y es el protagonista en una religión estructurada. A diferencia de los chamanes su espíritu es más colectivo antes que individual.

En la cultura Jama Coaque existía un rol doble. Las personas que cumplían este rol eran al mismo tiempo chamanes y sacerdotes, lo que les daba un poder y prestigio por sobre el resto de la comunidad, que se veía representado en las cerámicas, entierros y mitología en general. 

### Rituales, templos y sacrificios

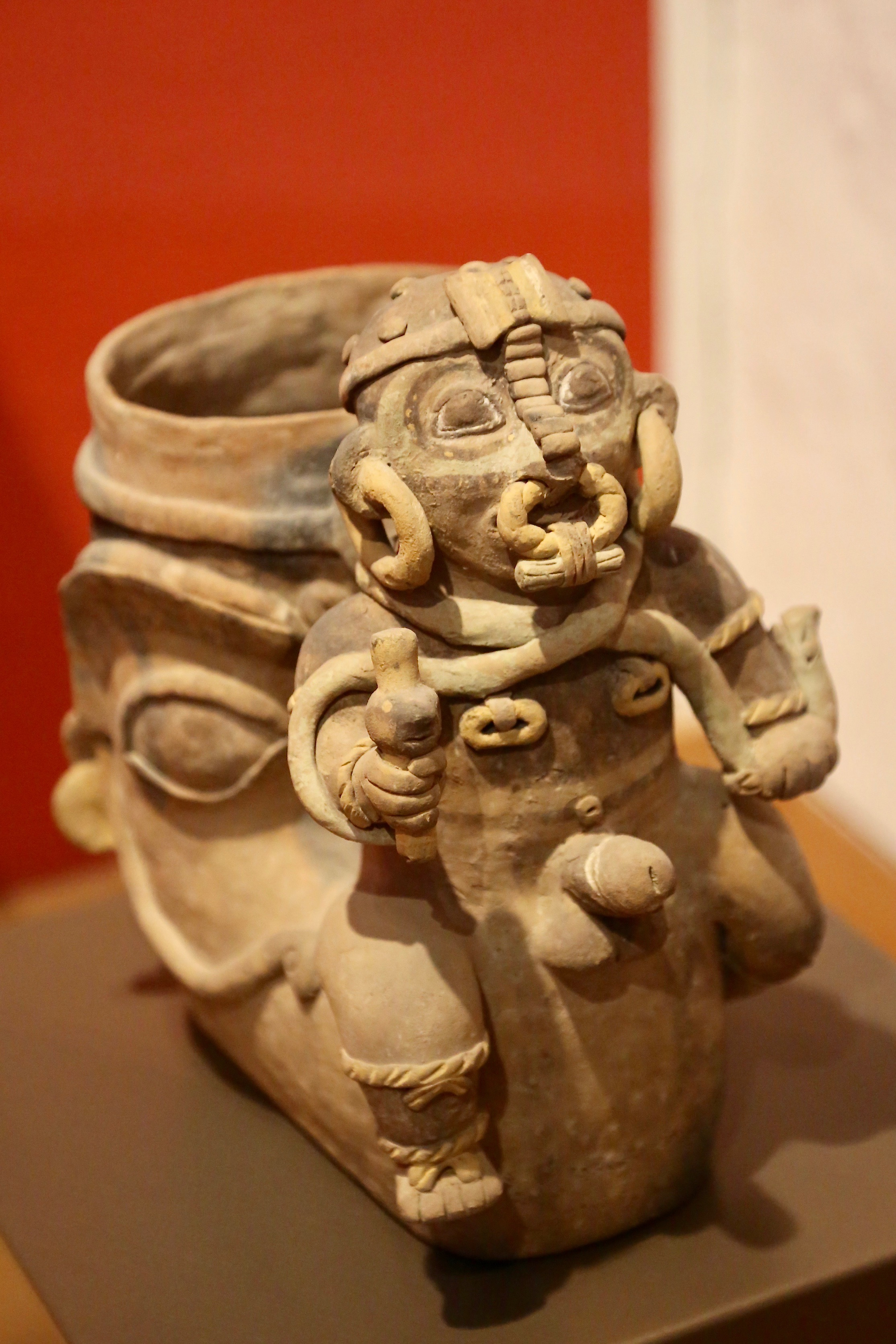
Shaman-sacerdote circuncidado, sentado sobre una Cabeza de mono, deidad mítica

Dentro de los principales rituales existían los rituales de nacimiento, de iniciación o pubertad, matrimonio y de enterramiento. En esta cultura era común la circuncisión, lo que a su vez se expresó en la cerámica en frecuentes ocasiones. Por otro lado los entierros se hacían en vasijas, existían técnicas de momificación y además era común sacrificar a las mujeres de las personas de altas jerarquías en caso de que el muera.
Por otro lado, estos rituales se llevaban a cabo en lugares específicos que fueron a su vez representados en la cerámica. Estos se dividen en:
- Espacios naturales
- Casas comunales
- Casas de los caciques
- Fardos sagrados
- Oráculos
- Recintos ceremoniales

Los sacrificios estaban muy relacionados con el culto al agua y el rol de los chamanes en relación con la lluvia. Eran comúnmente realizados por los chamanes sacerdotes que tenían poder para declarar pena de muerte en muchos casos, así como ostracismo a las personas que eran consideradas injustas. Por esta razón existían rituales con
- Anfibios, animales que representan la lluvia y fertilidad
- Rituales con conchas
- Ritos de conjuración para controlar o invocar tormentas
- Ritos para conjurar el viento
- Sacrificios de sangre para provocar la lluvia
- Sacrificios humanos en general

### Culto al agua

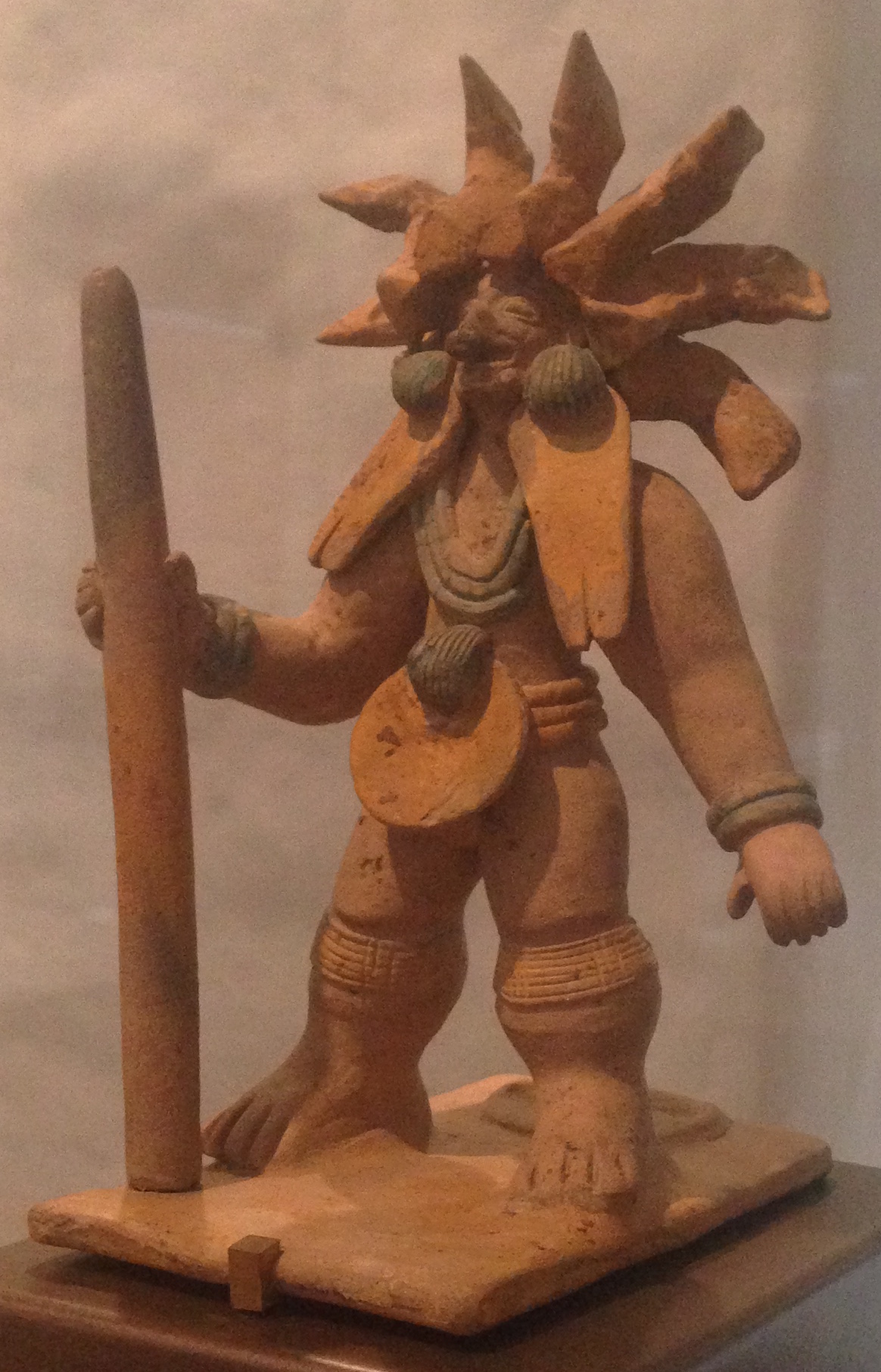
Navegante Jama Coaque

Uno de las características que atraviesa toda la mitología Jama Coaque es el culto al agua. Desde deidades como el Murciélago, el Dragón monstruo de la lluvia, el Mono que controla el viento y de esta manera la lluvia, se puede ver que esto era algo central dentro de la mitología de esta cultura, algo que se extiende a los demás señoríos étnicos de Ecuador a través del principio filosófico Pi. El caracol trompeta junto con la concha spondylus fueron usados ceremonialmente y estaban relacionados con intentos de predecir el fenómeno de El Niño. Al ser la cultura Jama Coaque una cultura de navegantes su conocimiento del agua se extendía al mar y la navegación. Las representaciones de marineros en balsas que después serían conocidos como balsas manteñas es de suma importancia, así como la influencia de las deidades compartidas con Mesoamérica hacen de esta conexión, a través del mar, de aún más importancia. Esto pasaría a su vez a la cultura Manteño-Huancavilca que heredarían el culto al mar y lo relacionarían con la salud a través de la diosa Umiña. Se creía que esta deidad, representada en una piedra de esmeralda gigante, mantenía en orden el cosmos y en caso de que se pierda, se caerían el sol, la luna y las estrellas del cielo, causando una inundación universal que daría fin al mundo. Aunque no existe un códice con la mitología Jama Coaque escrita, a través de levantamientos etnográficos de la mitología en la actualidad se llega a constatar la existencia de historias mitológicas acerca de un origen cosmogónico en el mar, incluso en las culturas de los andes. Es decir según la mitología de los demás señoríos étnicos de Ecuador, los primeros pobladores habrían llegado por las costas. Usualmente son llamados matutatas y en lenguas barbacoanas los identifican como A Arucu al hombre y A Achimbu a la mujer originarias. Esta llegada sucedería durante un eclipse que simbolizaría la unión de lo masculino y femenino. Para la cultura Jama Coaque los eclipses eran temidos porque se creían que eran presagios del fin del mundo. 

### Prevalencia de la Luna sobre el Sol
Si bien es común asociar a los señoríos étnicos que habitaron los andes con el culto al sol, en especial los señoríos que vivían alrededor de la línea ecuatorial, en la costa, y en especial en la cultura Jama Coaque y Tolita, era común la adoración a la luna por sobre el sol. Esto probablemente fue heredado después por la cultura Manteña, debido a sus cerámicas y actividades económicas relacionadas con el mar (aunque existen testimonios de cronistas que hablan del culto al sol manteño). En general, se creía que la luna era más importante que el sol debido a que esta podía salir en medio del día, mientras que el sol siempre se ausentaba en la noche. La importancia de la luna es patente en la figura de la zarigüeya o monstruo lunar. El culto a la luna también era difundido en el Austro de Ecuador. En concreto en las culturas Cañaris y Paltas que la adoraban con mucha preeminencia. Además su calendario se basaba en los ciclos de la luna, de lo que se puede rescatar de los testimonios de los cronistas. Por otro lado las culturas de la sierra centro norte, en general señoríos que hablaban lenguas barbacoanas se caracterizaban por ser culturas solares. No obstante, en el culto a Catequil, la luna menguante era el momento en el que este era realizado. Además la deidad Catequil era precisamente el tigre-luna, o la unión del tigre con este satélite lo que a su vez representaba la unión de lo masculino y femenino, similar a un eclipse.

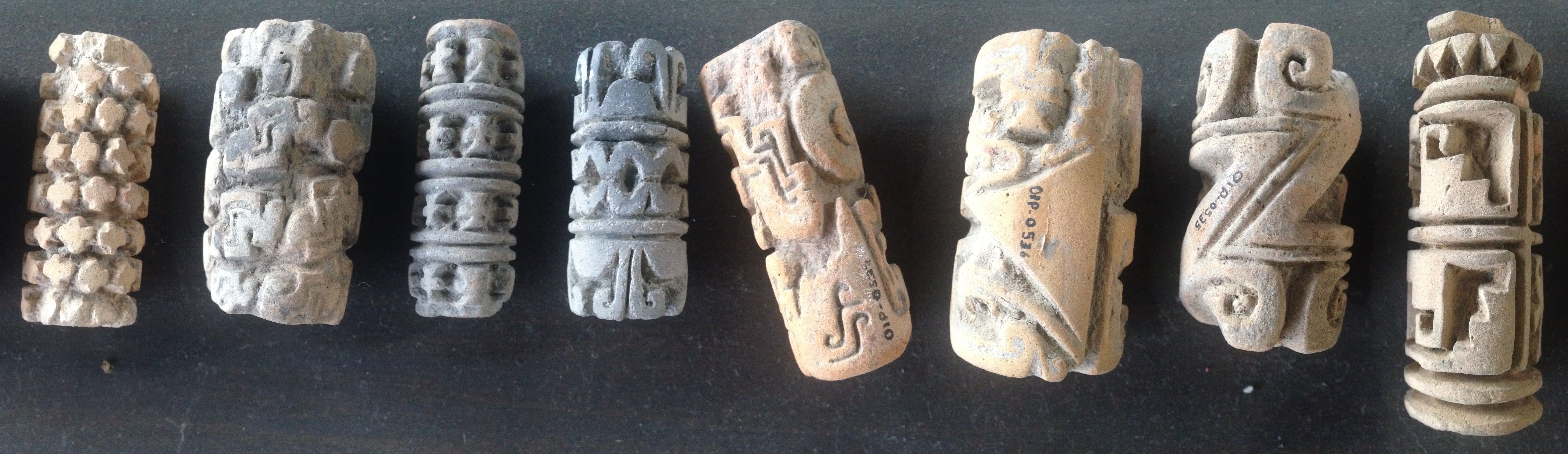
Sellos cilíndricos Jama Coaque